# Rafael Rodríguez-Ponga
Rafael Rodríguez-Ponga Salamanca (Madrid, 1960) es un lingüista y alto funcionario español, con amplia actividad administrativa, académica y política. Fue rector de la Universidad Abad Oliba CEU de Barcelona. Ha sido secretario general del Instituto Cervantes.

## Formación
Es doctor en Filología por la Universidad Complutense de Madrid, donde previamente había obtenido el grado de licenciado en Lingüística Hispánica, con maestros tan destacados como Manuel Alvar, Fernando Lázaro Carreter y Gregorio Salvador. 
En 1984, ganó las oposiciones a Técnico de Información y Turismo del Estado, para luego integrar el Cuerpo Superior de Administradores Civiles del Estado. Su primer destino fue la Oficina del Portavoz del Gobierno, en Presidencia (Complejo de la Moncloa).

## Trayectoria profesional
En 1987 fue destinado en la Embajada de España en México (como consejero de Información y Prensa). De vuelta en Madrid en 1990, fue nombrado subdirector general de la Secretaría Técnica del Ministerio del Portavoz del Gobierno (siendo ministra Rosa Conde). En 1991 pasa a ocupar la Subdirección General de Relaciones y Cooperación, en el mismo ministerio, que en 1993 se integra en el Ministerio de la Presidencia (con Alfredo Pérez Rubalcaba como ministro).   
En 1996, a propuesta de la ministra de Educación y Cultura, Esperanza Aguirre, fue nombrado director general de Cooperación y Comunicación Cultural, puesto que mantuvo en 1999 con el nuevo ministro, Mariano Rajoy. Pasó al Ministerio de Asuntos Exteriores en 2000, como director general de Relaciones Culturales y Científicas. Un año después, en 2001, fue nombrado secretario general de la Agencia Española de Cooperación Internacional (AECI), con rango de subsecretario, con el ministro Josep Piqué. Se mantuvo en el cargo con Ana Palacio.
Como consecuencia de los cargos anteriores, ha sido miembro directivo del Instituto Cervantes, la Academia de España en Roma, la Casa de América; miembro del patronato de la Fundación Centro Nacional del Vidrio (Real Fábrica de Cristales de La Granja) y de la Fundación Carolina; y de órganos asesores como la Comisión Asesora de Libertad Religiosa, el Consejo Escolar del Estado, el Consejo de Cooperación al Desarrollo o el Consejo Jacobeo.

## Actividad política
Con motivo del cambio electoral, en mayo de 2004 abandonó la Administración y se incorporó a la oficina central del Partido Popular, como miembro de su Comité Ejecutivo Nacional, en el que permaneció hasta 2012. Como secretario de Comunicación, reorganizó la estructura del PP en el exterior y fue elegido diputado por Madrid en las elecciones generales de 2008 (tomó posesión en 2011). 
En mayo de 2008, fue nombrado miembro del Consejo de Administración del Ente Público Radio Televisión Madrid (Telemadrid).
Fue elegido diputado en las elecciones generales de 2011, en las que concurrió como número 2 del Partido Popular por la provincia de Cáceres. Durante los primeros meses de la legislatura ejerció de portavoz de la Comisión de Cultura del Congreso.
En el 17.º Congreso del PP, celebrado en Sevilla en febrero de 2012, fue elegido miembro de la Junta Directiva Nacional del partido. Ya no formó parte de la nueva Junta Directiva Nacional del PP elegida en 2018.

## Actividad académica y de investigación
En paralelo a su actividad administrativa y política, ha mantenido su actividad intelectual, centrada en lengua y cultura española, en especial sobre Asia-Pacífico. 
En abril de 2012 fue nombrado secretario general del Instituto Cervantes, por lo que renuncia a su acta de diputado. Permaneció en el cargo hasta octubre de 2018. Fue elegido vicepresidente y después presidente de European Union National Institutes for Culture (EUNIC) para el periodo 2013-2016. 
Desde febrero de 2019 es rector de la Universidad Abat Oliba CEU de Barcelona. Entre julio de 2019 y marzo de 2020 fue presidente de la Red Vives de Universidades.
En 1985 obtuvo sendas ayudas a la investigación de la Fundación Juan March y del V Centenario (con el Instituto de Cooperación Iberoamericana), lo que le permitió viajar por primera vez a Filipinas, Marianas y Japón. A partir de su investigación redactó su tesis doctoral, centrada en el idioma chamorro de las Islas Marianas, por la que obtuvo en 1996 el grado de doctor en Filología por la Universidad Complutense, con la calificación de Sobresaliente Cum Laude por unanimidad.
En 2009, creó en Bremen, junto a un grupo internacional de estudiosos del idioma chamorro, la Chamorro Linguistics International Network (CHiN), de la que fue elegido presidente.
Ha sido profesor en cursos organizados por la Universidad de Extremadura y la Academia Europea de Yuste, la Universidad SEK de Segovia, el Instituto Cervantes o la Universidad de Alcalá, entre otros. Ha dirigido cursos de verano en la UIMP (Santander).
Ha sido miembro del Consejo Asesor de UniverSOS Revista de Lenguas Indígenas y Universos Culturales (Universidad de Valencia); y del Consejo de Redacción de la Revista Española del Pacífico.
Ha sido miembro del Consejo Social de la Universidad de Alcalá.
Ha publicado diversos estudios centrados en el castellano y la diversidad cultural y lingüística. Destaca el libro Del español al chamorro: Lenguas en contacto en el Pacífico (Madrid, Ed.Gondo, 2009) que fue declarado libro de la semana por el Instituto Cervantes, y su participación en el libro La influencia económica y comercial de los idiomas de base española, publicado por el Ministerio de Economía. Asimismo, ha escrito sobre el escritor extremeño Alfonso Albalá (Coria, 1924 - Madrid, 1973), el filósofo británico Bertrand Russell y la pensadora andaluza —pionera del feminismo filosófico— María Laffitte (Sevilla, 1902 - Madrid, 1986).
En 2023 ha publicado Poesía para vencer a la muerte  (Madrid,  Pigmalión,  2023), estudio y selección de poemas de más de cien autores.

## Actividad social
En 1986 fundó la Asociación Cultural Islas del Pacífico, que en 1988 se incorpora a la Asociación Española de Estudios del Pacífico (AEEP), de la que es su presidente.
En 2007 fue nombrado presidente de la Fundación Humanismo y Democracia, vinculada al Partido Popular, de la que ya era patrono desde 2004. Dimitió en octubre de 2018. 
En unión con otras asociaciones europeas, fundó la Plataforma Internacional de Cooperación y Migración (PICM), de la que es también presidente.